# قرار مجلس الأمن التابع للأمم المتحدة رقم 1905
قرار مجلس الأمن التابع للأمم المتحدة رقم 1905، الذي تم تبنيه بالإجماع في 21 ديسمبر 2009، بعد الإشارة إلى رسالة رئيس الوزراء العراقي نوري المالكي، مدد المجلس حتى 31 ديسمبر 2010 الترتيبات الخاصة بإيداع عائدات مبيعات تصدير النفط والغاز في صندوق تنمية العراق، المنشئ بموجب القرار 1483 (2003).
قرر المجلس، بموجب الفصل السابع من ميثاق الأمم المتحدة، مراجعة الأجزاء ذات الصلة من القرار 1483 (2003) المتعلق بآلية صندوق التنمية والمجلس الدولي للمشورة والمراقبة بناءً على طلب الحكومة العراقية بحلول 15 يونيو 2010، ودعا حكومة العراق، من خلال مجلس الخبراء الماليين، تقديم تقرير عن التقدم المحرز مع ضمان الانتقال الفعال وفي الوقت المناسب إلى آلية ما بعد صندوق التنمية بحلول 31 كانون الأول / ديسمبر 2010.